# De L'Ofre
De L'Ofre es un cultivar de higuera de tipo higo común Ficus carica, unífera de higos de epidermis con color de fondo verde amarillento con sobre color amarillo verdoso. Se cultiva en la colección de higueras de Montserrat Pons i Boscana en Llucmajor, Islas Baleares.

## Sinonimia
- „Sin sinónimo“,[4][6][7]

## Historia
Actualmente la cultiva en su colección de higueras baleares Montserrat Pons i Boscana, rescatada de un ejemplar o higuera madre localizada en el término de Fornaluch. Hay solamente un árbol en la colección en proceso de rizogénesis.
La variedad 'De L'Ofre' es originaria de Fornaluch. A los higos se los nombra por el lugar donde surgió y se desarrolló. Esta variedad está ya citada en el Diccionario Catalán-Valenciano-Balear (DCVB).

## Características
La higuera 'De L'Ofre' es una variedad unífera de tipo higo común. Árbol de desarrollo mediano, vigorosidad entre media y alta, con ramaje denso y de follaje apretado. Sus hojas son de 5 lóbulos (70%), de 3 lóbulos (20%) y de 1 lóbulo (10%). Sus hojas con dientes presentes márgenes serrados, ángulo peciolar obtuso. 'De L'Ofre' tiene mucho desprendimiento de higos, y un rendimiento productivo medio-alto y periodo de cosecha mediano. La yema apical cónica de color verde amarillento.
Los frutos 'De L'Ofre' son higos de un tamaño de longitud x anchura:42 x 48 mm, con forma urceolada, que presentan unos frutos medianos de unos 28,340 gramos en promedio, de epidermis con consistencia mediana, grosor de la piel mediano, con color de fondo verde amarillento con sobre color amarillo verdoso. Ostiolo de 2 a 3 mm con escamas medianas rosadas. Pedúnculo de 0 a 3 mm cilíndrico verde amarillento. Grietas reticulares y longitudinales gruesas. Costillas poco marcadas. Con un ºBrix (grado de azúcar) de 27 de sabor dulce jugoso, con color de la pulpa rojo. Con cavidad interna  pequeña, con muchos aquenios pequeños. Son de un inicio de maduración sobre el 2 de septiembre al 15 de octubre. Variedad poco conocida y cultivada.
Se usa como higos frescos en alimentación humana, y en seco y frescos para ganado porcino y ovino. Difícil abscisión del pedúnculo y poca facilidad de pelado. Son de mediana  resistencia al transporte y muy susceptibles al agriado y a la apertura del ostiolo, pero presentan una gran facilidad de desprendimiento.

## Cultivo
'De L'Ofre', se utiliza higos frescos en humanos, y alimentación del ganado porcino y ovino. Se está tratando de recuperar de un ejemplar cultivado en la colección de higueras baleares de Montserrat Pons i Boscana en Llucmajor.